# たからもの (河野マリナの曲)
「たからもの」は、河野マリナの2枚目のシングル。2012年2月22日にアニプレックスから発売された。

## 概要
テレビアニメ『夏目友人帳 肆』エンディング・テーマ。初回限定盤は表題曲のPVが収録されたDVDと同曲のアニメサイズバージョンを収録した。

## 収録曲

### CD
初回限定盤
1. たからもの [5:04]
作詞：こだまさおり　作曲：神前暁　編曲：神前暁、高田龍一
テレビアニメ『夏目友人帳 肆』エンディング・テーマ
河野はこの曲を「特殊な感じのバラード」と表現した[2]。
2. February March  [5:03]
作詞・作曲：神前暁、編曲：神前暁、日暮裕紀
3. a long long letter [4:38]
作詞：こだまさおり　作曲：田中秀和、編曲：田中秀和、神前暁
4. たからもの（TV Ver.）[2:21]

通常盤
1. たからもの
2. February March
3. a long long letter
4. たからもの（Instrumental）

### DVD
（初回限定盤のみ）
1. たからもの (夏目友人帳 肆 non-credit ending)